# 만월대
만월대(滿月臺)는 고려의 정궁터로 개성시 송악동 송악산 남쪽 기슭에 있다. 만월대는 919년(고려 태조 2년)에 창건되었다.
본래 만월대는 정전인 회경전(1023년 건축)과 그 기단 일대를 가리키므로 이 궁궐의 정확한 명칭은 아직 밝혀지지 않았다. 만월대라는 이름은 고려 이후 조선시대부터 불리던 이름으로 음력 정월대보름달을 바라보기 위해 만들어 놓았던 망월대(望月臺)에서 유래된 것이다.
만월대라고 할 때에는 왕궁 전체를 가리키기도 하고 궁성부분, 그 가운데서도 관료들이 조회를 하던 정전인 회경전을 중심으로 한 중심부의 주 건축군만을 가리키기도 한다.
만월대는 황성부분과 궁성부분으로 이루어졌다. 왕궁 안에 있던 궁성 성벽 자리는 현재 동·서·북쪽 벽이 비교적 잘 남아 있다. 성벽은 석비례와 진흙을 엇바꾸어 여러 겹으로 다져 쌓았다.
만월대 유적은 고려시기의 우수한 건축예술이 남김없이 반영되어 있다. 특히 궁전건물의 설계에서 일정한 비례관계가 적용된 것, 건물배치에서 지형조건을 잘 고려한 것 등은 고려시기의 건축술이 높은 수준이었음을 의미한다.
특히 정전인 회경전의 건축 모델은 고구려 안학궁의 중궁의 모습을 그대로 따왔으며 이는 고려의 고구려 계승의식을 나타낸다고 볼 수 있다.
정전인 회경전에서는 감히 상례를 거행할 수 없으며 오직 사신이 이르렀을 때 마당 아래에서 조서를 받들거나 표문을 봉한다는 말이 있고 나머지 예는 별전에서 별도로 행한다고 기록하고 있다. 만월대의 중심을 건덕전으로 소개하는 사료도 있는 것을 보아 별전인 건덕전이 정전인 회경전 못지 않은 위상을 가진 건물이라는 걸 알 수 있다. 그 기능에서는 회경전과 건덕전이 서로 비슷하였던 듯하다.
961년 수영궁궐도감(修營宮闕都監)을 설치하고 2년여에 걸친 궁성의 중건과 황성의 축조를 추진하였다. 이후 현종 즉위 2년인 1010년 ‘거란’(遼)의 2차 침입으로 인해 처참하게 파괴된 개경은 3년(1011년) 10월에 복구를 시작해 5년(1013년) 1월에 중수가 완료되었으며 현종은 기존의 궁궐을 복구하는데 그치지 않고 유명한 회경전(만월대)과 다수의 궁궐을 확장한다. 현종 11년(1020년) 8월부터 14년(1023년) 8월까지 기존의 건덕전 동편에 남북방향으로 길게 새로운 궁궐들을 추가했다. 만월대의 회경전을 비롯해서 장화전 원덕전 등이 새로 들어 섰다.1020년 두 차례의 중건을 통해 ‘중세도시 개경’으로 탈바꿈하게 되었다.
회경전의 북쪽에는 중심축을 달리해 회랑으로 구획된 일곽의 중간에 장화전터(長和殿址)가 놓여있다. 장화전터의 북쪽에는 평소 국왕이 근친을 불러 국사를 논의했던 원덕전(元德殿) 일곽이 있다. 회경전·장화전·원덕전과 같은 중심영역의 서쪽 낮은 곳에는 여러 건물터가 발굴됐다. 이곳에는 제2의 정전인 건덕전(乾德殿), 편전인 선정전(宣政殿)과 같은 건물들과 왕의 정침인 중광전(重光殿), 왕비의 처소인 곤성전(坤成殿)등의 건물들이 있었다.

## 연혁

### 고려 시대[2]
- 919년(태조 2년) 창건
- 1011년(현종 2년) 거란 침입으로 소실
- 현종 연간 중건
- 1126년(인종 4년) 이자겸, 척준경 난으로 소실
- 1132년(인종 10년) 중건
- 1171년(명종 1년) 화재로 소실
- 1179년(명종 9년) 중건
- 1225년(고종 12년) 화재로 소실
- 1232년(고종 19년) 강화 천도
- 1270년(원종 11년) 중건
- 1362년(공민왕 11년) 홍건적의 난으로 소실

### 해방 이후
- 1950년(이승만 정부) 미군의 야전병원을 만들기 위해서 불도저로 파헤쳐짐[3]

## 복원
조선민주주의인민공화국에서 연이은 도발로 관계가 냉각된 이후에는 접근이 어려워졌다. 남북통일 이후에 할 가능성이 있다.

## 관련 작품
- 1804년 수묵채색화《기로세련계도(耆老世聯契圖)》 - 김홍도
- 1928년 대중가요《황성옛터》 - 이애리수

## 같이 보기
- 조선민주주의인민공화국의 국보
- 안학궁
- 경복궁
- 개경